# 灵山醉魂藤
灵山醉魂藤（学名：Heterostemma tsoongii）是夹竹桃科醉魂藤属的植物，为中国的特有植物。分布在中国大陆的广西等地，生长于海拔300米至1,000米的地区，见于山地疏林中，目前尚未由人工引种栽培。

## 异名
- Heterostemma renchangii Tsiang